# Heteropsyllus pseudonunni
Heteropsyllus pseudonunni är en kräftdjursart som beskrevs av Coull och Palmer 1980. Heteropsyllus pseudonunni ingår i släktet Heteropsyllus och familjen Canthocamptidae. Inga underarter finns listade i Catalogue of Life.